# Languenan
Languenan is een gemeente in het Franse departement Côtes-d'Armor (regio Bretagne). De plaats maakt deel uit van het arrondissement Dinan. In de gemeente ligt de spoorweghalte Corseul - Languenan. Languenan telde op 1 januari 2022 1.160 inwoners.

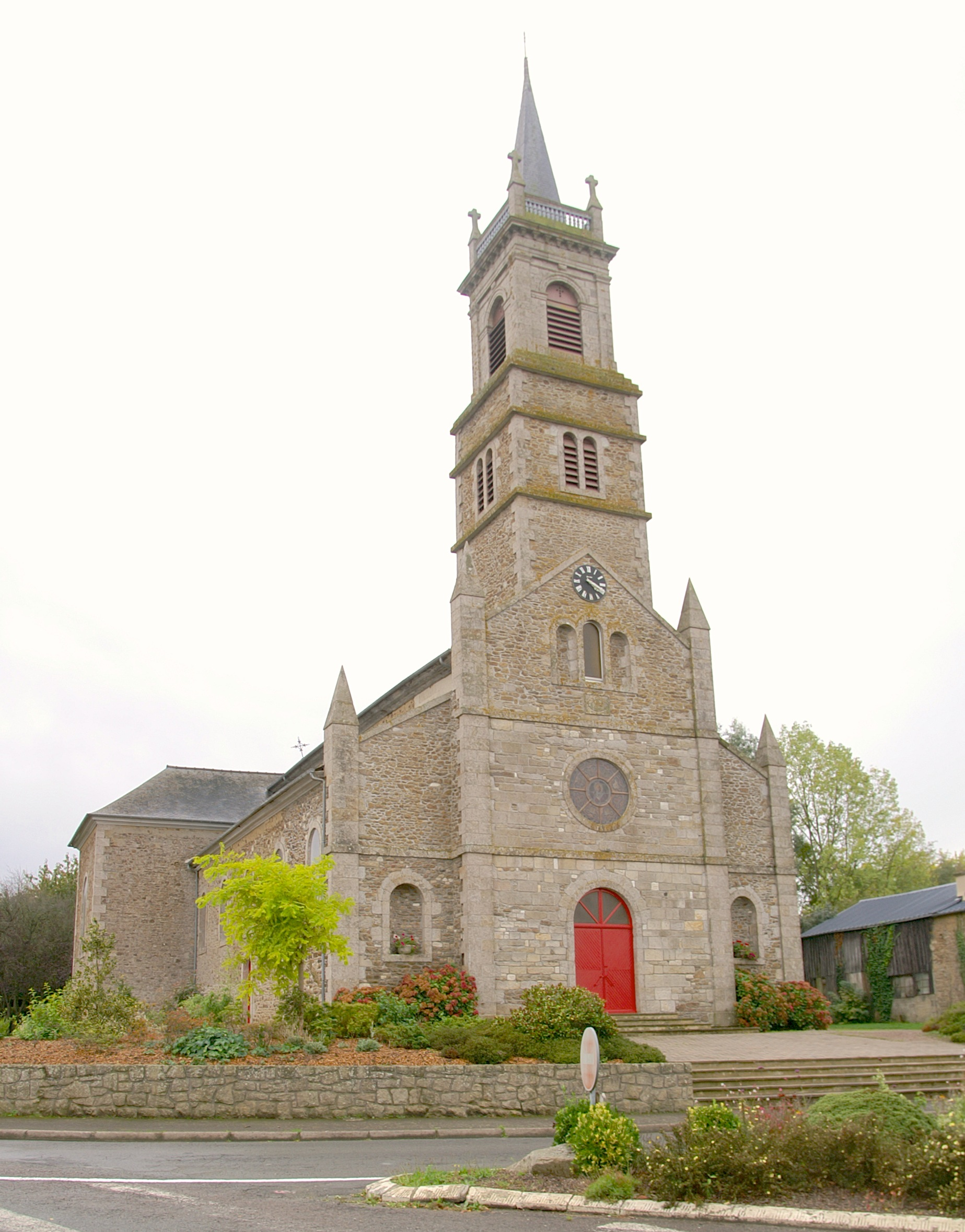
Kerk van Languenan
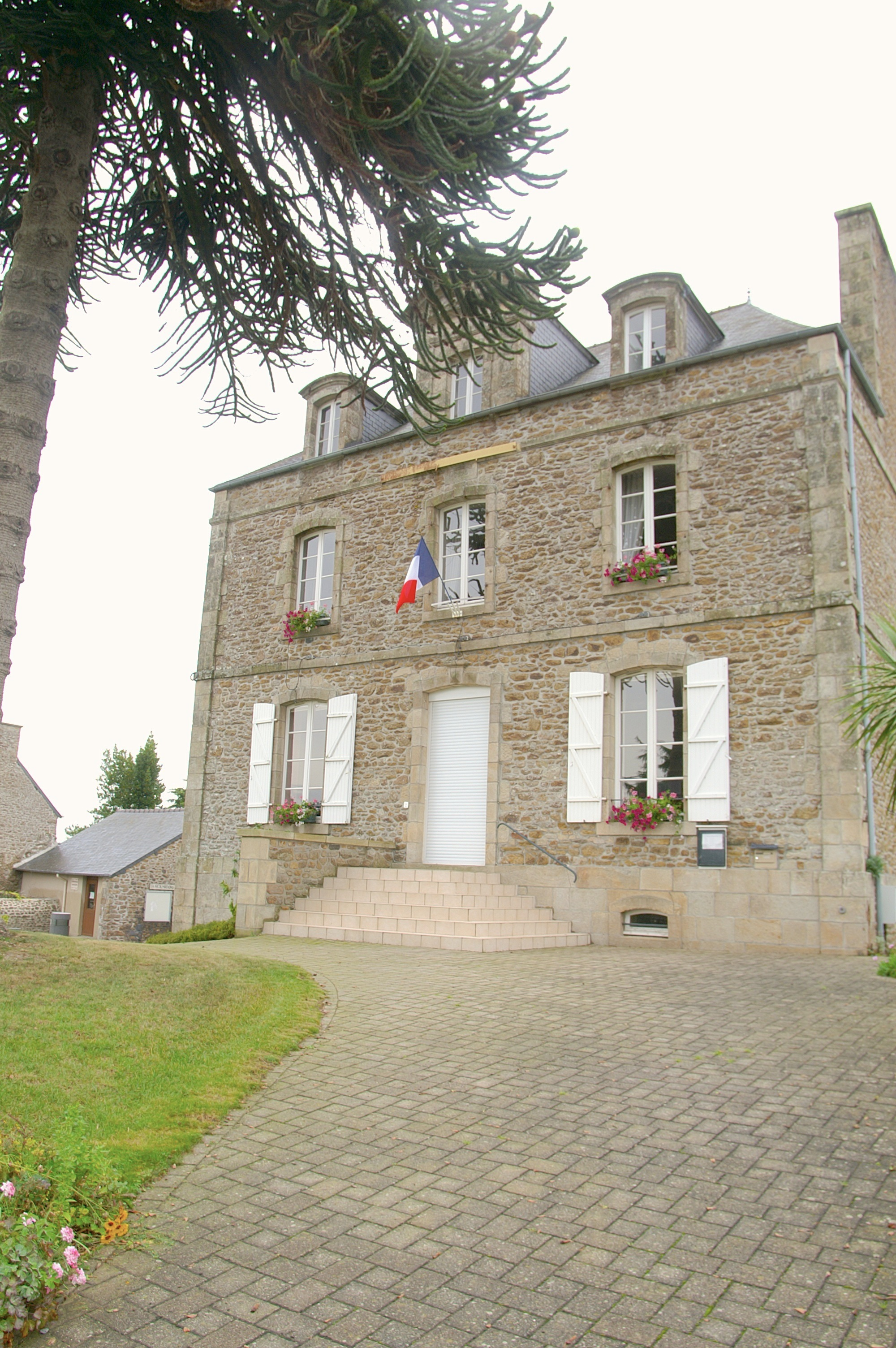
Gemeentehuis

## Geografie
De oppervlakte van Languenan bedroeg op 1 januari 2022 15,95 vierkante kilometer; de bevolkingsdichtheid was toen 72,7 inwoners per km².
De onderstaande kaart toont de ligging van Languenan met de belangrijkste infrastructuur en aangrenzende gemeenten.

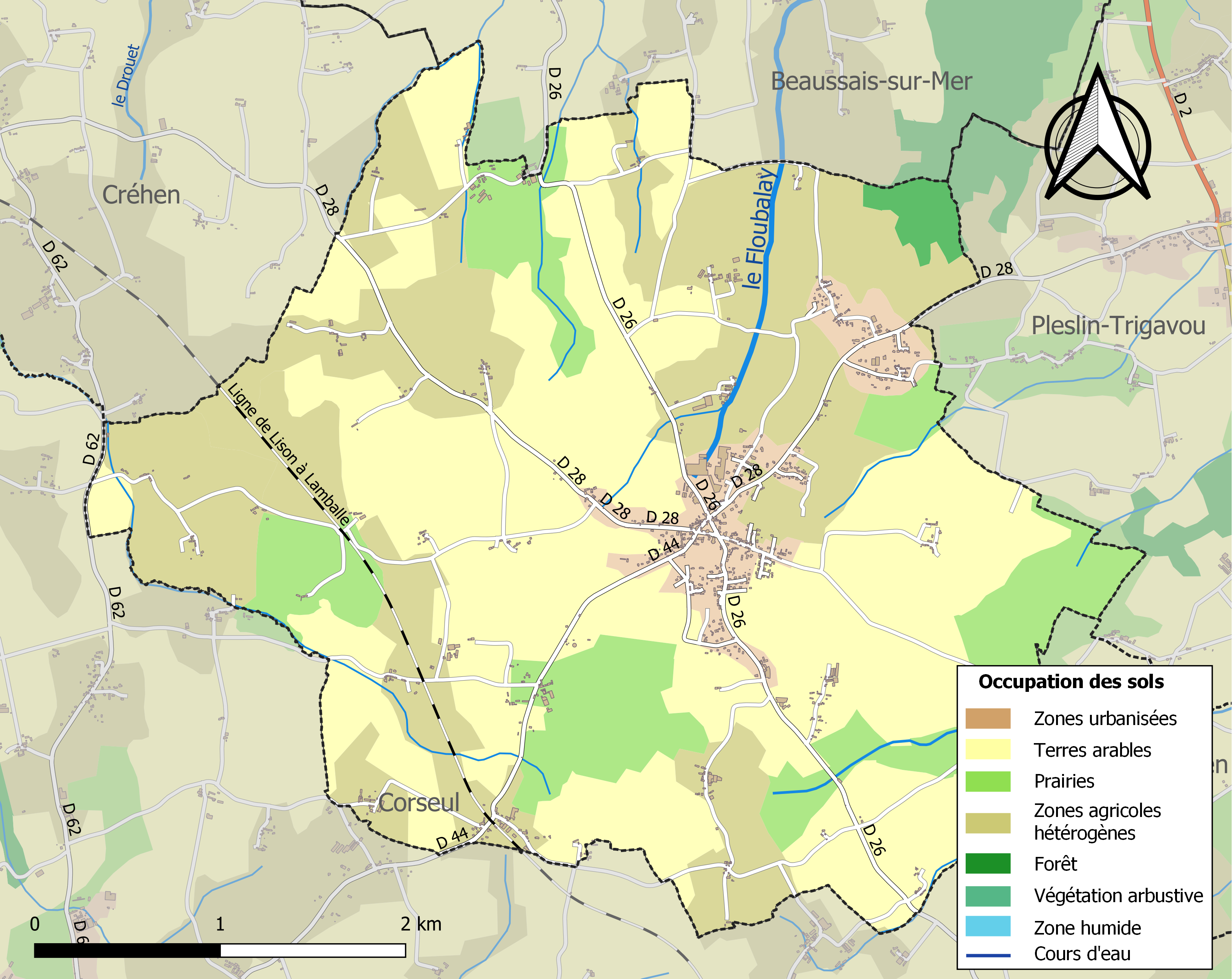

## Demografie
Onderstaande figuur toont het verloop van het inwonertal (bron: INSEE-tellingen).